# Hispano-Suiza HS-30
L'Hispano-Suiza HS-30, citato anche come Hispano-Suiza E-30 dopo l'assunzione del sistema di designazione dell'Ejército del Aire, era un monomotore da addestramento ad ala alta a parasole prodotto dalla divisione aeronautica dell'azienda franco-spagnola Hispano-Suiza negli anni trenta.
Adottato dall'aviazione di marina e dalle varie aeronautiche militari che si sono succedute nella Spagna prima, durante e dopo la guerra civile spagnola, fu un velivolo particolarmente longevo ed utilizzato, oltre che nel suo ruolo originario, come bombardiere leggero dalle Fuerzas Aéreas de la República Española durante il conflitto.

## Tecnica
L'HS-30 era un velivolo dall'aspetto convenzionale realizzato in tecnica mista, monomotore monoplano ad ala alta a parasole con carrello fisso.
La fusoliera, realizzata in due parti, l'anteriore con struttura in legno ricoperta da pannelli in duralluminio e la posteriore con struttura in duralluminio ricoperta in tela trattata, era caratterizzata da due abitacoli aperti in tandem dotati di doppi comandi e protetti da parabrezza. Posteriormente terminava in un impennaggio convenzionale monoderiva con piani orizzontali controventati.
La configurazione alare era monoplana, con l'ala, realizzata con struttura in legno, montata alta a parasole sulla fusoliera e collegata alla fusoliera tramite una struttura tubolare centrale e due robuste coppie di montanti trasversali.
Il carrello d'atterraggio era un biciclo fisso, con gambe di forza ammortizzate collegate alla fusoliera, dotato di ruote con pneumatici a bassa pressione ed integrato posteriormente da un ruotino d'appoggio ammortizzato collocato all'apice posteriore della fusoliera sotto la coda.
La propulsione era affidata ad un motore Hispano-Suiza 9Qd, un radiale 9 cilindri raffreddato ad aria in grado di esprimere una potenza pari a 250 CV (184 kW), collocato all'apice anteriore della fusoliera e racchiuso in una cappottatura NACA ed abbinato ad un'elica bipala.
Benché non fosse originariamente prevista alcuna dotazione bellica, a causa dello scoppio della guerra civile alcuni esemplari impiegati dalla FARE vennero equipaggiati con una mitragliatrice Vickers calibro 7,7 mm in caccia più una mitragliatrice Lewis calibro 7,7 mm posteriore su supporto brandeggiabile e con quattro attacchi subalari per bombe da 10 kg ciascuna.

## Utilizzatori
Spagna
- Aeronáutica Naval (dal 1933 Aviación Naval) de la Armada Española

 Spagna
- Fuerzas Aéreas de la República Española[1]

 Spagna
- Aviación Nacional[1]

 Spagna
- Ejército del Aire